# Средновековие
Средновековие, или Средни векове, е средният период от схематичното разделяне на европейската история на три периода: Античност, Средновековие и Ново време. Тази схема е въведена от Кристоф Селариус още през 1688 година. Той счита, че Средновековието започва през 395 година – с разделянето на Римската империя на Източна и Западна, и завършва през 1453 година с падането на Константинопол. Характеризира се с феодалния обществен строй и огромното значение на християнската религия и църква за духовния, културен, обществен и политически живот в европейските държави.
Поставянето на точна дата както на началото, така и на края на Средновековието се оказва проблематично и трудно. Обикновено историците приемат за негово начало края на Западната Римска империя (476 година), а за негов край – възходът на националните монархии, Великите географски открития, разпространението на книгопечатането, възраждането на класическите форми (известно като Ренесанс) през XV век в Италия и началото на 16 век в Северна Европа, както и протестантската Реформация, започнала през 1517 година. Някои историци приемат годината 1492 г. за край на Средновековието поради откриването на Америка от Христофор Колумб. Всички те отбелязват началото на Новото време в европейската история.
Самото название Средновековие води началото си от XV век, когато хуманистите се опитват да разграничат собствената си епоха и наричат времето между Античността и XV век със следните имена: media tempestas (на латински: средно време; 1469 г.), media antiquitas (на латински: средна античност; 1494 г.), medium tempus (на латински: средно време; 1531 г.), saeculum medium (на латински: среден век; 1596 г.). Най-вероятно за пръв път Средните векове са наречени така от Леонардо Бруни в неговата „Historia Florentini populi“.
От своя страна Средновековието се разделя от гледна точка на социокултурните и геополитически процеси в Европа на латинско и византийско средновековие – историческите процеси във Византия протичат различно от тези в западната част на тогавашна Европа.
От гледна точка на хронологичното развитие на феодалния строй и християнството Средновековието се дели на Ранно, Развито и Късно.

## Периодизация
Средновековието се дели условно на 3 основни периода:
- Ранно средновековие (края на V – средата на XI век);
- Развито (същинско) средновековие (средата на XI – края на XIII век);
- Късно средновековие (началото на XIV – края на XV век).

### Ранно средновековие
Ранното средновековие е условен период от европейската история, започващ с разпадането на Римската империя. То продължава около 5 века, приблизително от 500 до 1000 година. Основните събития и процеси, характерни за него са Великото преселение на народите, походите на викингите, възникването на кралствата на остготите в Италия и вестготите в Аквитания и на Пиренейския полуостров и образуването на държавата на франките, която в периода на своя разцвет заема голяма част от Европа. Възниква ислямът и започва да разширява влиянието си. Северна Африка и Испания влизат в състава на Арабския халифат. На Британските острови съществуват множество малки кралства на англите, саксите и келтите, появяват се държави в Скандинавия, а също така в Централна и Източна Европа.

#### Велико преселение на народите
Великото преселение на народите е условно название на съвкупност от етнически миграционни процеси в Европа в периода IV – VII век, основно от периферията на територията на Римската империя. Великото преселение залага противопоставянето между германските и романските народи. То е причина за разпадането на Западната Римска империя. Начало на преселението дава разпадането на Хунския племенен съюз, както и от застудяването на климата. В преселението активно участват славянски, тюркски, ирански и угро-фински племена. Вследствие преселението на народите са създадени и българските държави на Балканите и по поречието на река Волга.

#### Реконкиста
Реконкистата е период от Средновековието, в който северните християнски кралства на Пиренейския полуостров Кастилия, Навара, Леон, Арагон и Португалия стартират масирана военна кампания, за да си възвърнат южните иберийски земи, завладени от Арабския халифат. Реконкистата започва в района Ковадонга, днешна Астурия, която единствена не е завоювана от маврите. Инициирана е от княз Пелайо през 722. Реконкистата преминава с временни успехи, възпрепятствани от това, че феодалните и религиозни разпри заставят християните да се борят едни срещу други, както и срещу своите васали. Има сериозни неуспехи, като например битката при Аларкос. Реконкистата завършва през 1492, когато Фердинанд II Арагонски и Изабела I Кастилска прогонват последния мавритански владетел от Иберийския полуостров. Те обединяват голяма част от Испания под своята власт като Навара е включена в състава на Испания през 1512.

#### Византийска империя
Така се нарича Източната Римска империя в западната историческа наука. Името „Византийска империя“ идва от името на древния град Византион (който римския император Константин I Велики в началото на IV век преименува на Константинопол) и се споменава за пръв път в трудовете на западноевропейските историци падането на империята под Османска власт. Самите византийци наричат себе си римляни – на гръцки „ромеи“, а своята държава – „римска“, „ромейска“ империя.

#### Франкска държава
Условно название на голяма германска държава в Западна и Централна Европа от V до IX век, която се образува на територията на бившата Западната Римска империя по едно и също време с други варварски кралства. Именно в държавата на франкските племена се развива и възниква ранния феодализъм.

#### Меровинги
Меровингите са първата династия франкски крале в историята на Франция. Кралете от тази династия управляват от края на V до средата на VIII век на територията на съвременните Франция и Белгия. Те произхождат от салическите франки.

### Развито средновековие
Развитото средновековие е периодът от средновековната епоха, който вероятно най-силно влияе върху формирането на представите на съвременния човек за средните векове. Характеризира се с развитието на феодализма до класическата му форма, възхода на рицарските идеали и рицарското съсловие, кръстоносните походи и появата на Инквизицията.
Периодът продължава приблизително от 1000 до 1300 г. Основна тенденция през този период е бързото увеличаване на числеността на населението на Европа, което довежда на свой ред до резки изменения в социалната, политическата и други сфери. Това е време на създаване на нови общества и нов вид отношения вътре в тях, които дават основание на медиевистите да сочат края на X и началото на XI век за долна граница на периода. Земята продължава да е основно богатство, източник на прехрана и първостепенен икономически фактор. Отношението към търговията става по-благоприятно и тя започва да се развива.
През Развитото средновековие Западна Европа значително се променя. Скандинавия приема християнството. Каролингската империя се разпада на две отделни държави, на чиито територии по-късно се сформират съвременните Германия и Франция. Организират се християнските кръстоносни походи с цел отвоюване на Палестина от селджуците. Развиват се и забогатяват градовете, активно се развива културата. Появяват се нови стилове и направления в архитектурата и музиката.
В Източна Европа епохата е свързана с разцвета на Киевска Рус и появата на историческата сцена на Полша и Великото литовско княжество. Нашествието на монголите през 13 век нанася непоправим ущърб на развитието на Източна Европа. Много държави в този регион са разграбени и опустошени.

#### Феодализъм
В резултат на обединението на частично разрушената западноримска социално-икономическа структура и германската система на производствени отношения, възниква съвършено нов обществен строй, който е прието да се наричана феодален. Самото сливане на порядките на коренното население на Западната Римска империя с германските, отдавна е отбелязано от историците, които наричат това явление романо-германски синтез.

#### Кръстоносни походи
Една от определящите черти на епохата на Развитото (Същинското) средновековие са кръстоносните походи, организирани от християните с цел отвоюването на Ориента от сарацините. Кръстоносните походи оказват голямо влияние върху всички слоеве на средновековното общество – от възглавяващите походите крале и императори до обикновените селяни, чиито господари прекарват дълги години в сраженията на изток. Разцветът на идеите на походите е през 12 век, когато след Първия кръстоносен поход на отвоюваните територии са образувани няколко нови християнски държави, включително Йерусалимското кралство. През 13 век и по-късно, християните предприемат няколко похода против други християни, както и против някои езичници, изповядващи други религии.

#### Църква и философия
Схизмата от 1054 г. довежда до образуването на двете основни течения в християнството – римокатолическата църква в Западна Европа и православието в Източна. Разколът произтича в резултат на конфликта между римския легат кардинал Хумберт и Константинополския патриарх Михаил I Керуларий, по време на който двете страни си разменят анатеми.
Систематичната средновековна философия е концентрирана около университетите и сама по себе си представлява синтез от християнското католическо богословие и логиката на Аристотел.

#### Търговия
През 12 век в Северна Европа е основан Ханзейският съюз, начело с град Любек. В състава на съюза влизат много северни градове на Свещената Римска империя – Амстердам, Кьолн, Бремен, Хановер и Берлин, както и други региони – например Брюге и Гданск. Съюзът осъществява посредническа търговия между Западна, Северна и Източна Европа, влиза в търговски отношения с много други градове, например Берген и Новгород.
В края на 13 век венецианският пътешественик Марко Поло се отправя по Пътя на коприната към Китай, а при завръщането си щателно описва видяното по време на пътешествието, откривайки за западния човек света на Азия и Изтока. След него на Изток се отправя голям брой мисионери – Гийом дьо Рубрук, Джовани Плано Карпини, Андре дьо Лонжумо, Одорик Порденоне, Джовани де Мариньоли, Джовани ди Монте Корвино, и пътешественици като Николо Конти.

#### Развитие на науката и техниката
През 12 – 13 век в Европа започва подем на технологиите и нововъведенията в средствата за производство, което способства за икономическия ръст. За по-малко от столетие са направени повече изобретения, отколкото за предните хиляда години.
Изобретени и открити са пушката, очилата, артезианските кладенци, както и са внедрени чужди открития: барутът, коприната, компасът и астролабията, които идват от Изток. Постигнат е голям напредък в корабостроенето, въведени са часовниците. В същото време огромно количество гръцки и арабски трудове по медицина и други науки са преведени и разпространени из цяла Европа.

### Късно средновековие
Повечето историци определят продължителността на Късното средновековие от XIV до XV век, макар че краят на периода не е уточнен. В западноевропейската наука той обичайно се свързва с епохата на Великите географски открития (1492 година), падането на Константинопол (1453 година), откриването на печатарската пресаи дори с началото на Реформацията (1517 г.). Късното средновековие съвпада с началото на Ренесанса.
През този период се наблюдават: въздигането на Русия и справянето ѝ с татарската заплаха от изток, османското нападение в Югоизточна Европа, изгонването на арабите от Испания, протичането на Стогодишната война, Великите географски открития.
Около 1300 г., периодът на развитие и разцвет на Европа завършва с цяла серия от бедствия, като Големият глад от 1315 – 1317 г., който настава поради необикновено студените и дъждовни лета, погубили реколтите. След глада и болестите започва Черната смърт, епидемия от чума, която унищожава повече от половината европейско население. Разрушаването на социалния строй довежда до масови вълнения – именно през този период избухват известните селски войни в Англия и Франция, като Жакерията. Депопулацията на европейското население е довършена от опустошенията, настъпили с монголо-татарските нашествия и Стогодишната война.
- Европа през 1328 г.
- Европа през 1430 г.
- Европа през 1470 г.

#### Стогодишна война
Серията от военни конфликти между Англия и нейните съюзници от една страна и Франция и нейните съюзници от друга, продължава от 1337 до 1453 г. Повод за тези конфликти са претенциите към френския престол на английската кралска династия на Плантагенетите, стремяща се да си възвърне териториите на континента, по-рано принадлежали на английския крал. Плантагенетите са свързани с родство с френската династия на Капетингите. Франция, на свой ред, се стреми да изгони англичаните от Гиена, която им е предадена с Парижкия договор от 1259 г. Въпреки първоначалните успехи, Англия така и не успява да постигне целите си във войната, а в резултат от военните действия на континента, в нейно владение остава само пристанището Кале, което удържа до 1558 г.

#### Завоевания на Османската империя
В продължение на 3 века, от 14 до 17 век, Османската империя завоюва нови и нови територии. През 1453 г. турците превземат Константинопол, и по-този начин слагат край на Византийската империя. През 1459 г. е завоювана цяла Сърбия (освен Белград, превзет през 1521 г.) и е превърната в османски вилает. През 1460 г. е завоювано Атинското херцогство, а след него – почти цяла Гърция, с изключение на някои крайбрежни градове, останали под властта на Венецианската република. През 1462 г. са завзети остров Лесбос и Влахия, през 1463 г. – Босна, след още 20 години Херцеговина. Балканският полуостров се оказва изцяло в ръцете на султана. През 1517 г. турците превземат Кайро. В края на 15 век е овладян Крим, като по този начин Черно море и търговските пътища през него се оказват изцяло в турски ръце, както и Влахия и Молдавия. Под турска власт се оказват Закавказието, Предна Азия и Северна Африка. Алжир е зает от турски пирати, образували васална държава. През 1534 г. е завоюван Багдад. В края на 16 век завоеванията прекъсват – турската армия започва да се разпада и това дава началото на упадъка на Османската империя.

#### Реформация
Реформацията е ключово събитие в историята на средновековна Европа – това е масовото религиозно и обществено-политическо движение в Западна и Централна Европа през 16 век, имащо за цел реформирането на църквата в съответствие с първоначалните ѝ канони. Освен религиозни, Реформацията включва в себе си политически, икономически и културни аспекти.

## Средновековно изкуство

### Романски стил
През 10 – 12 век, в европейското изкуство се развива стил, известен като романски, най-силно изразен в архитектурата. Романският стил е един от най-важните етапи от развитието на средновековното европейско изкуство. Самият термин е въведен в началото на 19 век.
Населените места се формират на естествено защитени от нападение места, най-често възвишения, заобиколени от естествени или изкуствени водни препятствия. Най-често на тези възвишения се изграждат замъците на владетелите, оградени от крепостни стени, а в подножието на крепостните стени се разполагат жилищата в селището. Архитектурата в началото на този период се отличава със затвореност на външния вид на сградите – малки на брой и размер прозорци по фасадите поради масивната конструктивна система. Крепостните стени завършват по ъглите с кули с пирамидална или конична форма. Развива се и радиално-кръговата улична мрежа.

### Готика
След 11 век започва да се наблюдава коренна промяна във външния вид на замъците, жилищните сгради и църковната архитектура. Тази промяна е обусловена от замяната на масивната със скелетната конструкционна система. Периодът се нарича готически – период в развитието на средновековото изкуство, обхващащ почти всички области на материалната култура и развил се на териториите на Западна, Централна и отчасти Източна Европа от 12 до 15 век. Готиката заменя романския стил, измествайки го постепенно. Макар че терминът готически стил преди всичко се използва за архитектурата, готиката се използва и при скулптури, живопис, книжни миниатюри, костюми, орнаменти и др.
Характерни детайли на този архитектурен стил са островърхите арки, розетните прозорци над западния вход, стъклописите по прозорците. Пример за една от най-красивите катедрали от готическия период е Кьолнската катедрала.

### Ренесанс
Ренесансът е епохата в историята на културата на Европа, с примерни хронологически рамки от 13 до 16 век.
Отличителна черта на тази епоха е светския характер на културата и нейният антропоцентризъм (т.е. интересът, на първо място, към човека и неговите дейности). Появява се интерес към античната култура, и изглеждащ като нейно „възраждане“ – така се появява и самият термин.

## Азия, Африка, Америка и Океания през Средновековието
Азиатските държави Индия и Китай започват активно да се развиват през този период, благодарение на търговията. Използва се Пътят на коприната, достигащ страните на Южна Европа и преминаващ през Централна и Средна Азия. Пътят на коприната изиграва голяма роля в развитието на икономическите и културните връзки между народите на Предна и Средна Азия и Китай – например, става проводник на различни иновации, в това число на изкуството (танци, музика, изобразително изкуство, архитектура), религията (християнство, будизъм, ислям, манихейство), технологиите (самото производство на коприна, барута, хартията и много други).

### Азия. Нахлуване на монголите в Индия и Китай
През 1206 г. монголски владетел става Чингис хан, който създава отлично организирана армия. През 1211 г. монголите започват нападения над Китай и през 1215 г. превземат Пекин. Завоюването на страната продължава до 1279 г. Но в края на 13 век, монголската държава се разпада на улуси, начело с Чингизиди.
В средата на 14 век в Китай започва въстанието на червените забрадки. В неговата основа стоят селяните, поддържани от жителите на много градове. Въстаниците заемат столицата и започват да изтласкват завоевателите към границите. През 1386 г. последният монголски император се оттегля на север. В Китай се установява династията Мин и в страната започва икономически и културен подем.
През 1389 г. в Индия нахлуват войските на Тимур. Разграбвайки страната, монголите завземат Делхи. 100 000 пленници са убити. Тимур изпраща към Самарканд несметни богатства, а Индия навлиза за дълги години в упадък.
През 1526 г. в Индия пристига с голяма армия Бабур. Войските му от узбеки и афгани са добре въоръжени. Бабур разгромява последния султан на Делхи, овладява града и образува империята на Великите моголи.
Приемниците на Бабур завладяват цял Индустан. Под тяхна власт, междуособиците на субконтинента са прекратени за продължителен период.

### Африка
Народите на Африка се развиват по различен начин през този период. В централната част на континента живеят пигмеи и бушмени, занимаващи се с лов и събирачество. Жителите на Сахара отглеждат стада, а в оазисите се обработва земя, засява се просо, ориз, памук, отглеждат се кокосови палми и захарна тръстика.
В междуречието на Нигер и в Судан възникват големи градове – Тимбукту, Гао, Джене. Населението се занимава със земеделие и добив на злато. През Судан преминават търговските пътища от Средиземно море към Гвинейския залив.

### Америка. Доколумбови цивилизации
Доколумбови цивилизации са цивилизациите, съществуващи на континентите Северна и Южна Америка по време на европейското Средновековие и изчезнали след появата и заселването на европейските колонисти в края на 15 век.
- Маи – маите използват дванадесетична бройна система, първи откриват цифрата 0. Градовете на маите са създадени от огромни камъни. В центъра на един такъв град се издигат пирамиди-храмове наподобяващи египетските. Улиците са перпендикулярни една на друга и от каменни плочи.

- Ацтеки – числеността на армията им достига 150 хиляди души. Човек от простолюдието може да стане знатен чрез подвизите си. Ацтеките се славят с ювелирните си занаяти. В градовете има училища, в които учениците се обучават на смятане, четене, писане, история, ораторско изкуство. Огромно внимание се отделя на развитието на поезията.

- Инки – в Андите, в западната част на Южна Америка се развива държавата на инките, оглавявана от Великия инка. Според представите им, той е син на Слънцето, с народите разговаря чрез велможи, и не облича два пъти една и съща дреха. Властта се предава на синовете по избор. От покорените народи се избира местната аристокрация.

Цялата държава е силно военизирана. Армията се дели на десетици, стотици и т.н. И най-малкото нарушение на дисциплината се наказва със смърт. Цялата земя е поделена на 3 части – на инките, на жреците и общинска. Всички жители участват в държавните строежи.
Всички жители са длъжни да встъпят в брак. Никой не трябва да има повече собственост, отколкото му е предписано. Контрольори следят населението да не страда от глад. В цялата страна има два главни пътя, създадена е развита пощенска система.

### Средновековна Океания
Този регион е неизвестен за европейците, които тогава не подозират за съществуването на островите на Океания, макар приблизително към 1200 г. да завършва процеса по колонизацията им от местните туземци (заселването на Нова Зеландия протича през 11 – 14 век, заселването на Самоа и Тонга, както предполагат някои учени, е през 5 век, по други данни – доста по-рано). Основно преобладава първобитнообщинен строй, но има и наченки на разпадането му (в Микронезия, където класически паметник на тази епоха е комплекса Нан-Мадол) и формиране на първоначална държавност, т.е. началото на формиране на раннокласово общество. На някои острови има местни владетели – вождове.